# Michel Leclercq (entrepreneur)
Pour les articles homonymes, voir Michel Leclercq (homonymie) et Leclercq.
Michel Leclercq, né le 27 mai 1939 à Tourcoing, est un entrepreneur et milliardaire français, fondateur du groupe Decathlon.

## Biographie

### Famille et vie privée
Michel Leclercq est né à Tourcoing le 27 mai 1939. Fils de Xavier Leclercq et de Jeanne Mulliez (septième enfant du couple Mulliez-Lestienne), il est ainsi un membre de la famille Mulliez, son grand-père Louis Mulliez étant le fondateur de la société des Fils de Louis Mulliez.
Son oncle, Louis Mulliez fils, est le fondateur de Phildar et son cousin germain Gérard Mulliez le fondateur du Groupe Auchan.
Michel Leclercq est marié et père de quatre enfants.

### Carrière
Le 27 juillet 1976, Michel Leclercq ouvre un magasin de type grande surface de vente d'articles de sport en libre service sur le parking du centre commercial Auchan d’Englos, près de Lille. Le concept consiste à « équiper sous un même toit et au meilleur prix tous les sportifs, du débutant au passionné ». Le nom retenu, « Decathlon », rappelait les dix sports principaux présentés en magasin.
En tant que descendant direct de Louis Mulliez, il est également membre de l'Association familiale Mulliez, qui détient un grand nombre de participations dans des entreprises de divers secteurs, familiales ou non.
En 2009, il cède sa place de président du conseil de surveillance à son fils aîné, Olivier Leclercq. Un autre fils de Michel, Matthieu Leclercq, prend la succession de son frère Olivier de 2012 à 2018, mais démissionne en juillet 2018 pour protester contre l'influence grandissante de la famille Mulliez. Il est alors remplacé par Fabien Derville, fils d'Eric Derville (fondateur de Norauto),  cousin des Mulliez et 153e fortune française.

## Fortune
Le classement des milliardaires établi en 2021 par le magazine Forbes le place au 18e rang français et au 804e rang mondial, estimant sa fortune à 4,7 milliards d'euros.
En 2020, Challenges évalue sa fortune à 1,6 milliard d'euros, et le classe 56e fortune française.